# 完顏璋
完顏璋（？—1179年），原名胡麻愈，為金世祖劾里鉢的庶子魯王完顏斡者之孫、驃騎衛上將軍完顏神土懣的兒子。完顏璋勇猛而且有謀略，通曉女真、契丹及漢族文字。完顏璋十八歲時，左副元帥撒離喝把他招到部下。他因事來到京師，晉見梁王宗弼談話後，宗弼非常喜歡他。皇統六年（1146年），完顏璋父親神土懣去世，宗弼上奏說完顏璋可承襲謀克，金熙宗下詔應允。天德三年（1151年），完顏璋充任牌印祗候，因犯下罪責而被罷免，並被剝奪謀克的職位，在中都居住。

## 歸順金世宗
海陵王攻伐南宋，左衛將軍蒲察沙離只擔任同知中都留守，佩帶金牌，掌管留守府中的事務。完顏雍在遼陽即位，完顏璋勸沙離只歸順完顏雍，沙離只不聽從完顏璋的勸告。完顏璋與守城軍官烏林答石家奴、烏林答願、徒單三勝、蒲察蒲查等人，在晨早帶兵進入留守府，殺死沙離只和判官漫睰撒離喝，推舉完顏宗強幼子完顏阿瑣當留守，完顏璋兼代同知留守事。完顏璋派遣烏林答石家奴佩帶沙離只的金牌，與烏林答願、蒲察蒲查、中都轉運使左淵的兒子左貽慶、大興少尹李天吉的兒子李磐，捧奏表去東京恭賀完顏雍即位。完顏雍對此十分讚許，任烏林答願、蒲察蒲查為武義將軍，充當護衛。恩賜貽慶及第，授職從仕郎。李磐充任閣門祗候。隨即任命完顏璋為同知中都事。
完顏璋殺了沙離只後自行兼職同知留守，完顏雍順便地授與他此官職，因此他心中常常不安，於是與兵部尚書完顏可喜謀劃，趁完顏雍祭拜皇陵的時候叛亂。大定二年（1162年），金世宗前去拜祭皇陵，完顏璋等九人在完顏可喜家聚會，勸說萬戶高松和他們一起叛亂，高松不服從。完顏璋知道事情做不成，就和完顏可喜一同帶著完顏斡論到有司坦白交代，金世宗誅殺了完顏可喜、李惟忠等人，完顏璋當上彰化軍節度使。

## 德順軍之戰
南宋將領吳璘，兵出散關，據守寶雞以西的地方。金世宗詔令完顏璋赴元帥都監徒單合喜軍前任使。這時，南宋兵佔據原州，寧州刺史顏盞門都，用四千兵去攻打，沒有攻下。宋將姚良輔帶十萬軍隊來到原州，權副統完顏習尼列帶一千騎兵援助顏盞門都，但是姚良輔的兵多，各位將軍都不敢迎戰。等完顏璋到了軍中，會合平涼、涇州、潘原、長武等地的駐防軍隊，共計二萬人。完顏璋讓押軍猛安石抹許里阿補帶二千軍兵駐紮在城北，讓完顏習尼列帶三千軍兵駐紮在城西北十里遠的麥子原，都是佔據高地佈置陣勢。完顏璋帶主力部隊在城西列陣。姚良輔從北嶺出兵，先派一萬人進攻石抹許里阿補，自己帶九萬人在麥子原下紮下陣營，用刀劍、盾牌、行馬護陣，外邊排列騎兵，步兵站在中間，敢死士把腳鎖在行馬之間，手持大刀拒敵，分列為八陣，另外又派二千騎兵襲擊璋的軍隊。完顏璋剛剛出來迎戰，完顏習尼列來報告說：“宋國的重兵都在麥子原了。”完顏璋派萬戶特里失烏也，率押軍猛安奚慶喜、照撒的軍隊二千人支援石抹許里阿補，派撒屋出、崔尹帶二千人援助完顏習尼列。石抹許里阿補和宋軍交戰，打了很長時間之後戰敗宋軍。在麥子原的宋軍是最堅固的，完顏習尼列和移剌補、奧屯撒屋出、崔尹、僕根撒屈出等人，把五千兵士沿戰壕埋伏下來，其餘兵士都捨棄馬匹，步行作戰，打擊宋軍的前行騎士，使他們逃跑了。這時，用長槍衝擊行馬的前面，用強弓射擊行馬的後面。姚良輔的軍隊稍受挫折，完顏習尼列乘勝指揮軍隊撤掉敵方行馬，攻破敵方七座陣營。姚良輔整兵再次出戰，完顏習尼列退卻少許，而完顏璋已經攻破城下的宋兵，與完顏習尼列會合。完顏璋讓僕根撒屈帶領伏兵攻擊姚良輔。完顏習尼列也整兵交戰，奮力拼殺，大破姚良輔的軍隊，斬下首級一萬多，敵兵摔死在戰壕裏的數不勝數，鎖足在行馬間的士卒全都被殺死，繳獲鎧甲兩萬多副，所得武器數目也相仿。姚良輔受兩處傷，逃脫而去。完顏璋接著圍攻原州，在西城挖掘洞穴，城牆坍塌，宋人夜間逃遁。完顏璋等人進入原州。在寶雞以西的宋國守軍聽到後，都從散關逃走。
京光尹烏延蒲離黑、丹州刺史赤盞胡速魯改，已經離開德順州，宋將吳璘又再佔據此地，都監合喜派完顏璋兼代都統之職務，與完顏習尼列領兵二萬援救德順。完顏璋率領騎兵走在前面，和吳璘的兩萬騎兵在張義堡的遂沙山下交戰，打敗了對方，並往北追了四十多里路。吳璘的軍隊遇到阻礙不能往前再走，被砍掉數十顆首級。璋到達德順，吳璘在城北險要的地方據守營盤，璋也紮下營盤，並與吳璘遙相對應，相距大約三里多。兩軍在城東遭遇，共交戰五次，吳璘的軍隊敗走，完顏璋追到城下。吳璘的部隊已佔領了城北的山岡，和城上士兵相呼應，用弓箭夾擊完顏璋的軍隊。完顏璋軍表面上退卻，當城中出兵來追的時候，又反過來迎擊，把宋兵殺得大敗。合喜派遣統軍都監泥河帶軍隊七千人來和璋會合，與吳璘的軍隊再次交戰，又打敗了他們。吳璘派兵據守東山堡，想要樹起柵欄，完顏璋與習尼列、泥河商議道“：敵人如果據守東山堡，這座城也攻不下來了，應該快速攻打。”於是，完顏璋首先佔領要害地區，完顏習尼列帶兵進逼東山堡，吳璘軍隊憑靠護城河與之對抗，兵卒們持刀相搏鬥，吳璘的軍隊撤退，完顏璋習尼列追擊。吳璘在城北營地裡的軍兵大約有六千人，登上北面山岡出戰，完顏璋部下漢族軍隊稍稍退卻，有二百人受傷。吳璘便放火燒璋軍攻城的器具，完顏璋率領移剌補猛安的軍隊越過北岡把吳璘擊退。吳璘的軍士隔著小濠溝放箭射擊璋軍，移剌補退後一些，習尼列望見城北地面上起火，就停止攻打東山堡，急忙領將士趕來，讓善於射箭的人先上，率劉安漢的軍隊三百人打敗了敵兵。吳璘的軍隊都走到險要之處，吳璘用三萬人在險地佈下三座陣，都用刀劍盾牌、攔護木架環繞。璋派萬戶石抹迭勒走另外一條路從後面出擊，特里失烏也、移剌補帶二千人從前面出擊，又用強弓射擊，吳璘的軍隊大敗，墮入溝壑的人非常多。璋軍渡過澗水追殺，殺死數千敵兵後回師。 
吳璘的軍隊雖然戰敗，仍然依仗人多勢眾，都監合喜讓武威軍副總管夾古查剌來軍中詢問對策。諸將都說：“吳璘憑仗地形險要，而並不善於在野外作戰，我軍如果退到平涼，他必定捨棄險要之地而到平原來，這樣就可以打敗他了。”完顏璋說：“不是這樣的。他憑靠的是人多，而並不是單憑險要之地。前人說：'寧棄千軍，不棄寸地'，所以退兵不如援兵。我軍退到平涼，敵軍就會深入我方地盤，固守保壘來抵禦我軍，那時能把他們怎麼樣呢？”夾古查剌回去報告，合喜於是就親自率領四萬人前去應戰。吳璘於次日晨早乘霧氣陰暗不明的時候，分兵四路來襲擊，在城東交戰，分開又交接了四次，漢族軍中千戶李展帶部下率先上前備戰，吳璘軍陣因此動搖。完顏璋乘勝連擊，吳璘軍屢次失敗，追到城北山岡，吳璘從險要之地跑走，完顏璋急忙出擊，把敵軍幾乎殺盡了。吳璘分出一半軍兵守衛秦州，合喜把軍隊駐紮在水洛城的東面，從六盤山到石山頭分兵把守，截斷吳璘軍的糧餉道路。吳璘只好把軍隊召回。
宋國經略使荊皋帶三萬騎兵從德順向西行進，完顏璋率軍八千、完顏習尼列率軍五千前來追擊。完顏習尼列的軍隊是從前面出兵，從赤觜往回走，遇上荊皋的先鋒部隊，在高赤崖下戰敗。又和中軍作戰，從太陽西斜直打到傍晚才停戰。荊皋趁黑夜偷襲完顏習尼列的軍營，從而得以將金兵後退八十里。第二天，完顏習尼列前去追趕。完顏璋的軍隊到了上八節，宋兵在險要處據守陣地。完顏璋捨棄戰馬徒步作戰，而由於地形險要不能夠接近，相持到天亮。宋兵出動，完顏璋隨後追趕，到了甘谷城，完顏習尼列的軍隊也趕來了，宋兵在夜晚逃遁，完顏璋便班師回朝。完顏習尼列繼續追趕到伏羌城，沒追上，也退兵回朝。
金世宗派御史中丞達吉視察各路軍隊立功的情況，達吉過去與完顏璋有隔閡，因此少報了完顏璋的功績。金世宗命令獎給完顏璋的將士的封賞與各路軍相比只有一半，完顏璋兼任陝西路都統，加升一級官職。等到元帥府向皇上報功，完顏璋的功勞最多，金世宗下詔削去達吉兩級官階，打八十杖，解除職務。金世宗重新像對各軍一樣封賞璋和他的將士，任命完顏璋為西北路招討使，召為元帥左都監，兼安化軍節度使，並賜給弓箭、衣帶和佩刀。後又改任益都尹，仍舊做左都監。
南宋軍丟掉海州逃跑，把官家平民的房舍幾乎燒盡。完顏璋來到海州，獲得宋人所遺棄的糧食三萬六千多石，安置百姓，重新恢復耕田和守衛。大定五年（1165年），與南宋訂下和約，金世宗減掉三路都統，又設置陝西路統軍司，完顏璋出任統軍使之職。金世宗說：“監軍合喜年紀老了，所以把這個職位授給你。現在邊境沒有事故，暫且召你回來。”讓他在做本官職之外兼任京兆尹。

## 入朝為官
金世宗召用完顏璋為御史大夫。完顏璋啟奏道：“我暗中觀察到文武百官中有相互結成朋黨。現在御史台中，除我以外已沒有女真人，乞求陛下您不限出身，依據才能取用。”金世宗說：“結朋黨的人，要糾察整治。朕選拔女真人，沒選到，哪裡是以出身為限制，還是論人的才能罷了。”不久，完顏璋上奏說：“太祖武元皇帝接受上天命令，太宗皇帝安定宋國，自古以來帝王起兵，必定聲稱奉受天命，應當製作'大金受命之寶'，以便公開向萬世昭示。”金世宗說“：你的話正合朕意。”於是派人到西夏買玉，大定十八年（1178年），受命之寶製成，金世宗奏告天地宗廟社稷，在正殿處理朝政。
大定十三年（1173年），完顏璋改做大興尹，出任向南宋慶賀元旦的使臣。他奉命出使南宋，已經出發了，金世宗派人騎馬來告訴完顏璋說：“宋人如果不遵守以前的禮法，就不要把信給他們。如果不讓你們入朝進見，就帶信回來。如果他們強行索取，也不要去赴宴，他們的回信和回送的禮物一律不要接受。”完顏璋來到臨安，宋人請求讓太子接信，完顏璋不同意。宋人到驛館裡強行索要書信，完顏璋只好給他們，而且還去赴宴，接受了很多禮物。有司報告給金世宗，金世宗發怒，要把完顏璋處以極刑。左丞相紇石烈良弼上奏道：“完顏璋作為將帥，大破宋軍，宋人仇視他很久了，說不定要因此把他陷於死地。現在如果殺了完顏璋，也許正落進他們的詭計中。”金世宗認為是這樣，就打了完顏璋一百五十杖，除去官名，把副使客省使高翊打了一百杖，沒收他們所接收的禮物。
一年多後，金世宗感念完顏璋征戰有功，起用他為景州刺史，又提升為武定軍節度使，授予山東西路蒲底山籋兀魯河謀克，又改任臨洮尹。大定十九年（1179年），完顏璋逝世。